# جائزة جون دبليو كامبل التذكارية لأفضل رواية خيال علمي
جائزة جون دبليو كامبل التذكارية لأفضل رواية خيال علمي، أو جائزة كامبل التذكارية، كانت جائزة سنوية تُمنح لمؤلف أفضل رواية خيال علمي نُشرت باللغة 
الإنجليزية في العام التقويمي السابق. وقد مُنحت من قِبل العديد من المنظمات من عام 1973 حتى عام 1979، ثم من قِبل مركز دراسة الخيال العلمي بجامعة كانساس حتى عام 2019. وكانت الرواية النظيرة لجائزة ثيودور ستورجون لأفضل قصة قصيرة، والتي مُنحت في نفس المؤتمر من قِبل مؤسسة ثيودور ستورجون الأدبية. سُميت الجائزة تكريمًا لجون دبليو كامبل (1910-1971)، الذي جعلته كتاباته في الخيال العلمي ودوره كمحرر في مجلة الخيال العلمي التناظري والواقع أحد أكثر المحررين تأثيرًا في التاريخ المبكر للخيال العلمي. تأسست الجائزة في عام 1973 من قبل الكاتبين والنقاد هاري هاريسون وبرايان ألديس "كطريقة لمواصلة جهوده لتشجيع الكتاب على إنتاج أفضل أعمالهم الممكنة". أدرجتها مجلة لوكس كواحدة من "الجوائز الرئيسية" للخيال العلمي المكتوب.
تختار لجنة من خبراء الخيال العلمي الرواية الفائزة، وكان من المفترض أن تكون "صغيرة بما يكفي لمناقشة جميع الروايات المرشحة فيما بين أعضائها". وكان من بين أعضاء اللجنة: غريغوري بنفورد، وبول أ. كارتر، وجيمس غان، وإليزابيث آن هال، وكريستوفر ماكيتريك، وفرح مندلسون، وباميلا سارغنت، وتوم شيبي. في عام 2008، استُبدل مندلسون بول كينكايد، وغادر كارتر اللجنة في عام 2009، وانضم إليها باول دي فيليبو وشيلا فينتش، وحلت ليزا يازيك محل دي فيليبو في عام 2016.
قدّم الناشرون وأعضاء لجنة التحكيم الترشيحات، وجمعتها اللجنة في قائمة نهائية للتصويت عليها. ولم يُحدد المركز رسميًا الحد الأدنى للطول المسموح به للعمل. كان الفائز يُختار بحلول شهر مايو من كل عام، وكان يُقدم لعدة سنوات خلال حفل توزيع جوائز مؤتمر كامبل في لورانس كجزء من محور المؤتمر إلى جانب جائزة ستيرجن. ومنحت الجائزة في هذا المؤتمر منذ عام 1979؛ قبل ذلك الحين منحت في مواقع مختلفة حول العالم، بدءًا من معهد إلينوي للتقنية في عام 1973. ودُعي الفائزون لحضور الحفل. احتفظ جيمس جان بكأس يسجل جميع الفائزين على لوحات محفورة مثبتة على الجانبين، ومنذ عام 2004 حصل الفائزون على كأس شخصي أصغر أيضًا. أعلن ماكيتيريك في عام 2019، وكان رئيس الجائزة آنذاك، عن خطط لإعادة تسمية كل من المؤتمر والجائزة. وألغي كل من المؤتمر والجائزة في عامي 2020 و2021 بسبب جائحة كوفيد-19. لم يجري إعادة الجائزة والمؤتمر منذ ذلك الحين.
خلال 47 عامًا من نشاط الجائزة، رُشِّحت أعمال 183 كاتبًا؛ فاز 47 منهم. في عامين، 1976 و1994، لم تختر اللجنة أيًا من المرشحين كفائز، بينما في أعوام 1974 و2002 و2009 و2012، اختارت اللجنة فائزين اثنين بدلاً من فائز واحد. وفاز كل من فريدريك بول وجوان سلونكزوسكي مرتين، وهما المؤلفان الوحيدان اللذان فعلا ذلك، من أصل أربعة وترشيحين على التوالي. وفاز كيم ستانلي روبنسون وبول جيه. ماكولي مرة واحدة من أصل سبعة ترشيحات، وفاز جاك ماكديفيت وإيان ماكدونالد وآدم روبرتس وروبرت جاي سوير مرة واحدة من أصل خمسة ترشيحات، بينما فازت نانسي كريس وبروس ستيرلينغ وروبرت تشارلز ويلسون مرة واحدة من أصل أربعة ترشيحات. وكان غريغ بير قد حصل على أكبر عدد من الترشيحات دون أن يفوز بتسعة ترشيحات، يليه شيري إس. تيبر بستة ترشيحات، وجيمس كيه. مورو بخمسة ترشيحات، وويليام جيبسون، وكين ماكليود، وتشارلز ستروس، وبيتر واتس بأربعة ترشيحات.